# FBW 50U

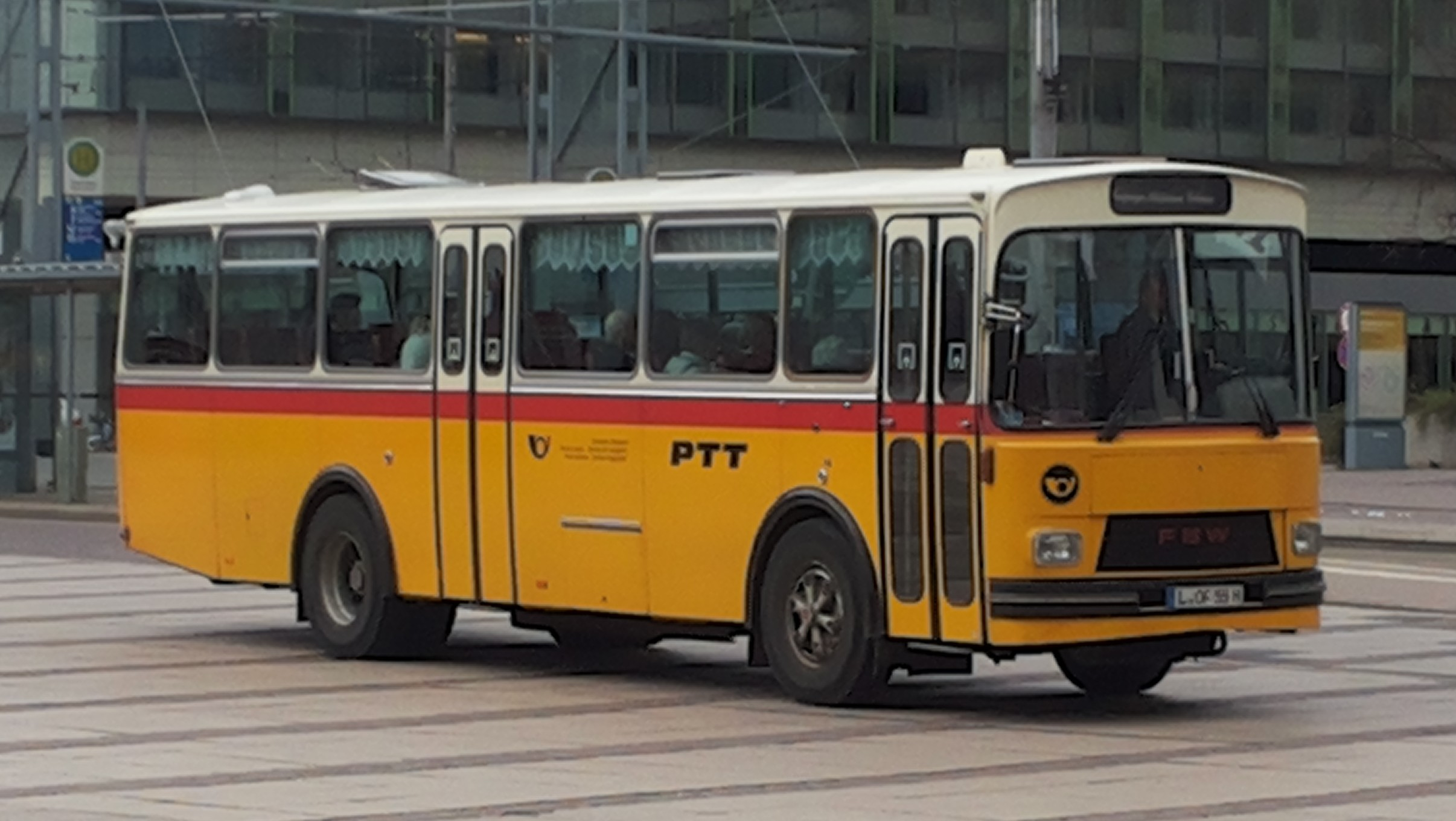
FBW 50U, Baujahr 1975. Das Kontrollschild lässt erkennen, dass dieser vormalige PTT-Linienbus inzwischen aus dem Verkehr gezogen und verkauft wurde.

Der FBW 50U ist ein in den 1970er Jahren entwickeltes Busmodell des schweizerischen Fahrzeugherstellers Franz Brozincevic & Cie., Wetzikon (FBW). Die zweiachsigen Busse wurden als Reisewagen oder im Linienverkehr eingesetzt.

## Reisewagen
Sämtliche Busbetriebe setzten früher auf Kombibusse, die zwar äusserlich einem Linienbus entsprachen, aber vorwiegend für Gesellschaften eingesetzt wurden. Heute existieren noch historische Fahrzeuge, die früher den Verkehrsbetrieben Zürichsee und Oberland (VZO) und der Auto AG Uri gehörten.

## Linienbus
Einer der Abnehmer dieser Baureihe war die Auto AG Schwyz (AAGS). Dieser Linienbusbetrieb befördert auch Pakete im Auftrag der Post. Daher enthalten die von der AAGS gehaltenen Fahrzeuge am Heck eine Pforte, die das Ein- und Ausladen erleichterte. In dieser Zeit waren fast alle Postautos so konstruiert. In den späten 1990er Jahren wurden sie durch Hochflurbusse Mercedes-Benz O 405 und später durch Niederflurbusse Mercedes-Benz O 405 N ersetzt.

## Technik
- Motoren: Reisewagen: EU3AR / Linienbus: EU3AR-1
- Karosserie: Reisewagen: Hess / Linienbus: Ramseier & Jenzer
- Anzahl Plätze: 39
- Zugelassene Höchstgeschwindigkeit:  Reisewagen: 100 km/h / Linienbus: 90 km/h
- Leistung: 240 PS
- Länge: 11,3 m
- Breite: Reisebus: 2,3 m / Linienbus: 2,5 m
- Höhe: 3,05 m
- Radstand: Reisebus: 5,25 m; Linienbus: 5,5 m